# Meisterschaft von Zürich 1980
Il Meisterschaft von Zürich 1980, sessantasettesima edizione della corsa, si svolse il 4 maggio 1980 su un percorso di 272 km. Venne vinto dal belga Gery Verlinden, che terminò in 7h23'11".

## Ordine d'arrivo (Top 10)
| Pos. | Corridore           | Squadra     | Tempo    |
| ---- | ------------------- | ----------- | -------- |
| 1    | Gery Verlinden      | Ijsboerke   | 7h23'11" |
| 2    | J. Vandenbrande     | Safir-Ludo  | s.t.     |
| 3    | Stefan Mutter       | TI-Raleigh  | s.t.     |
| 4    | Giuseppe Saronni    | Gis Gelati  | a 18"    |
| 5    | Daniel Willems      | Ijsboerke   | s.t.     |
| 6    | Alfons De Wolf      | Boule d'Or  | s.t.     |
| 7    | Johan van der Velde | TI-Raleigh  | s.t.     |
| 8    | Rudy Pevenage       | Ijsboerke   | s.t.     |
| 9    | Marcel Summermatter | Cilo-Aufina | s.t.     |
| 10   | P. Villemiane       | Renault     | s.t.     |